# Комунистическа партия на Австрия
Комунистическата партия на Австрия (КПА) (на немски: Kommunistische Partei Österreichs) е еврокомунистическа политическа партия в Австрия. Основана е през 1918 г., като дейността ѝ е забранена в периода на австрофашизма (1933 — 1945 г.). Изиграва важна роля в австрийското антифашистко съпротивително движение. Към 2004 г. наброява 3500 членове.

## История
Основана е на 3 ноември 1918 г. под влияние на идеите на Октомврийската революция и на недоволството на населението заради липсата на основни хранителни продукти. Австрийските комунисти основават собствени съвети в развитите индустриални центрове на Австрия. Малка група от тях прави опит на 12 ноември същата година да извърши пуч, но тъй като не е добре приет от болшевиките, той бива прекратен в рамките на няколко часа.
По време на Първата австрийска република КПА има слабо влияние в обществото, защото Социалдемократическата партия на Австрия (СДПА) контролира повечето синдикати и има кадри, които знаят как да организират работниците в борбата за техните права.
През 1933 г. австрофашисткото правителство на Енгелберт Долфус обявява Комунистическата партия извън закона, като нейните членове продължават дейността си в нелегалност (готови са за такъв сценарий още от края на 1920-те години). Забранена бива и СДПА, като някои социалдемократи влизат в тясно сътрудничество с комунистите. Последните участват в големите работнически демонстрации от 1934 г., които са последният опит за връщане на демокрацията в Австрия.